# Curro Vargas
Curro Vargas est une zarzuela en trois actes de Ruperto Chapí, sur un livret de Joaquín Dicenta et Antonio Paso y Cano, basée sur le roman El niño de la bola de Pedro Antonio de Alarcón et créée au Théâtre Circo Parish de Madrid, le 10 décembre 1898.

## Personnages
| Personnage                                           | Tessiture     | Interprètes de la création, le 21 juillet 1900 |
| ---------------------------------------------------- | ------------- | ---------------------------------------------- |
| Soledad, aimée de Curro et qui se marie avec Mariano | soprano       | Carmen Calabuig Ortega                         |
| Doña Angustias, mère de Soledad                      | mezzo-soprano | Pilar Bárcenas                                 |
| Curro Vargas, amant de Soledad                       | ténor         | Lorenzo Simonetti                              |
| Mariano, époux de Soledad                            | baryton       | Sr. Bueso                                      |
| Père Antonio, protecteur de Curro                    | basse         | Miguel Soler                                   |
| Timoteo                                              | ténor comique | José Gamero                                    |

## Synopsis

### Acte I
Dans une oliveraie de Las Alpujarras, un groupe d'hommes et de femmes sont en train de ramasser les olives. Après cette scène de groupe, Soledad et sa mère, Doña Angustias ont une conversation qui expose au public la situation. Le père de Soledad aspire pour sa fille à un fiancé riche, bien qu'elle aime Curro Vargas qui, de son côté, la désire très fort. Devant la situation, Curro Vargas choisit de la laisser pour chercher fortune dans d'autres contrées, lui demandant de l'attendre et lance l'anathème: "Que personne n'aspire à Soledad, puisque Soledad est à moi". La peur qu'inspire Curro dans le village, fait que personne n'ose s'approcher d'elle, à l'exception de Mariano. Curieusement, Soledad se donnera à Mariano par orgueil, parce qu'elle ne veut pas être la propriété de quelqu'un. Ceci est la base de son comportement, soumis pour une part à son caractère qui refuse d'accepter des contraintes et d'un autre côté à son amour pour Curro qu'elle n'a pas oublié et qui la poursuit comme un fantasme, mais elle n'est pas heureuse avec son mari. A lieu une scène comique entre Rosina, Timoteo et le capitaine Velasco. Arrive le Père Antonio qui raconte l'histoire de Curro. Ce dernier est fils d'un riche de la région qui a dilapidé sa fortune aidé par un administrateur qui n'était autre que le père de Soledad. Curro a été jeté à la rue par le père de celle-ci. Recueilli par le prêtre, il est tombé amoureux de la fille qui se débat entre son amour à l'égard de Curro, et sa dépendance vis-à-vis de son père. Curro décide d'aller à la recherche de la fortune et de revenir la chercher. Ils sortent et la mère Emplastos annonce que Curro vient de revenir. La première chose que fait celui-ci, est de prendre des nouvelles de Soledad et Curro à nouveau maudit la jeune femme.

### Acte II
Dans la grande rue du village, après une scène d'ensemble, la dame Angustias s'adresse au père Antonio lui demandant qu'il intervienne auprès de Curro pour que celui-ci ne mette pas en œuvre sa vengeance. À ce moment, elle révèle au père Antonio que la situation a changé, qu'il n'y fasse pas cas bien qu'il ait une justification pour son attitude. Simultanément apparaît la figure de Timoteo, prévue pour un moment comique. Lui aussi amoureux de Soledad, chante dans une scène où il manifeste sa peur devant la fureur de Curro. La mère Emplastos informe Soledad que Curro s'apprête à faire quelque chose. Apparaît Mariano, étranger à la situation. Il chante un duo dans lequel il jette à figure de Soledad que bien qu'il reste avec elle, il en aime une autre. Soledad elle-même a la sensation de plus en plus forte que l'on s'achemine vers un final tragique. Curro en voyant Soledad, s'approche d'elle avec un couteau avec l'intention de la tuer. Le père Antonio le retient, lui rappelant la mémoire de son père. Soledad s'évanouit pendant que le chœur de jeunes filles chante un hymne à la Vierge.

### Acte III

#### Premier tableau
Dans l'avant salle de la sacristie de l'église du village, après une scène comique entre le capitaine Velasco et Timoteo, contrepoint à la situation dramatique précédente, le père Antonio et Curro ont une conversation. Le premier se trouve impuissant à arrêter le second, mais après avoir utilisé toutes ses armes dialectiques, il le convainc de pardonner à Soledad et de partir. Quand celui-ci est sur le point de s'en aller, il reçoit une lettre de Soledad dans laquelle elle lui déclare qu'elle l'a toujours aimé et que ce sont d'autres types de raisons qui l'ont obligé à se marier avec Mariano. Devant ce nouvel élément, la situation change et Curro chante sa célèbre romance "¡Qué siempre me ha querido!" (Elle m'a donc toujours aimé). Le second tableau se passe sur une petite place proche du village. On se prépare à organiser un bal dans lequel chaque jeune, dans une sorte de vente aux enchères, «achète» la fille qui sera sa partenaire pour danser. Le chœur manifeste son désir de voir s'éloigner la situation tragique qui se rapproche, malgré les tentatives de rébellion de Mariano. Durant le bal, démontrant son amour, Soledad se laisse tuer par Curro qui la poignarde. Mariano voyant le geste, s'adresse à Curro et également le tue, sans que ce dernier ne lui oppose résistance.